# Жардим, Леонарду
Жозе́ Леона́рду Ну́ниш А́лвиш Со́уза Жарди́м (порт. José Leonardo Nunes Alves Sousa Jardim; португальское произношение: [liuˈnaɾðu ʒɐɾˈðĩ]; род. 1 августа 1974, Барселона, Венесуэла), или же просто Леона́рду Жарди́м — португальский футбольный тренер.

## Тренерская карьера
Жардим родился в венесуэльском городе Барселона, его родители родом из Португалии, куда впоследствии переехал и сам Леонарду. В 2001 году, в возрасте 27 лет, он начал свою тренерскую карьеру, став ассистентом главного тренера в португальском клубе «Депортиво де Камаша».
Впоследствии Жардим был назначен на должность главного тренера в клубе «Шавеш», с которым в сезоне 2007/08 вышел во вторую португальскую лигу. Летом 2009 года в услугах Леонарду Жардима был заинтересован ещё один португальский клуб — «Бейра-Мар», в котором Жардим впоследствии проработал 2 года, вновь по ходу своей работы заработав повышение в классе, но на этот раз — в высший дивизион.

### «Брага»
В мае 2011 года Жардим был назначен на пост главного тренера «Браги», заменив ушедшего в «Спортинг» Домингуша Пасиенсию. По итогам сезона 2011/12 клуб занял 3 место, которое давало право сыграть в Лиге чемпионов. Также специалист добился с командой рекордной победной серии длиною в 15 матчей. Однако по окончании сезона Жардим подал в отставку из-за конфликта с президентом «Браги» Антонио Сальвадором.

### «Олимпиакос»
5 июня 2012 года Жардим принял греческий клуб «Олимпиакос», подписав двухлетний контракт с клубом и сменив на этом посту Эрнесто Вальверде, подавшего в отставку по семейным причинам. И снова клуб, тренируемый им, установил рекорд, ни разу не проиграв в 17 матчах подряд. 19 января 2013 года португалец разорвал контракт с «красно-белыми» по неизвестным причинам. Уже после ухода Жардима клуб оформил «золотой дубль», выиграв чемпионат и Кубок Греции.

### «Спортинг»
20 мая 2013 года было объявлено, что Жардим назначен новым главным тренером лиссабонского «Спортинга». Под руководством Жардима «Спортинг» впервые с 2009 года сумел вернуться в зону Лиги чемпионов, заняв в чемпионате второе место, отстав от лидирующей «Бенфики» на семь очков.

### «Монако»
6 июня 2014 года португальский тренер возглавил «Монако», подписав контракт на два года.
В первые два сезона под руководством Жардима «Монако» демонстрировал довольно уверенную игру, дважды став бронзовым призёром чемпионата Франции. Третий сезон Жардима во главе «монегасков» стал по настоящему триумфальным: команда впервые за 17 лет выиграла чемпионат, прервав многолетнюю гегемонию «Пари Сен-Жермен», а также сенсационно дошла до полуфинала Лиги чемпионов, уступив там «Ювентусу». Жардим же по итогам сезона был назван тренером года во Франции.
11 октября 2018 года официальный сайт клуба объявил об увольнении специалиста в связи с неудовлетворительными результатами команды. После 9 туров в Лиге 1 команда шла в зоне вылета, имея в своём активе всего шесть очков. В Лиге чемпионов после двух туров команда не имела в активе ни одного очка, проиграв оба матча с суммарным счётом 1:5. Жардима сменил Тьерри Анри.
25 января 2019 года было объявлено, что Жардим сменит Анри, заключив контракт с «Монако» сроком до лета 2021 года.

## Достижения

### Командные
«Бейра-Мар»
- Победитель Сегунды Лиги: 2009/10

«Олимпиакос»
- Чемпион Греции: 2012/13
- Обладатель Кубка Греции: 2012/13

«Монако»
- Чемпион Франции: 2016/17

«Аль-Хилаль (Эр-Рияд)»
- Победитель Лиги чемпионов АФК: 2021

### Личные
- Лучший тренер сезона французской Лиги 1: 2016/17[19][20]
- Лучший португальский тренер: 2017[21]

## Статистика
| Команда    | Страна     | Начало работы  | Завершение работы | Показатели | Показатели | Показатели | Показатели | Показатели | Показатели | Показатели | Показатели |
| Команда    | Страна     | Начало работы  | Завершение работы | М          | В          | Н          | П          | МЗ         | МП         | РМ         | % побед    |
| ---------- | ---------- | -------------- | ----------------- | ---------- | ---------- | ---------- | ---------- | ---------- | ---------- | ---------- | ---------- |
| Камаша     | Португалия | 2003           | 2008              | 138        | 61         | 34         | 43         | 213        | 162        | +51        | 044,20     |
| Шавеш      | Португалия | 19 марта 2008  | 15 мая 2009       | 38         | 22         | 9          | 7          | 60         | 26         | +34        | 057,89     |
| Бейра-Мар  | Португалия | 2 июня 2009    | 28 февраля 2011   | 66         | 25         | 21         | 20         | 87         | 72         | +15        | 037,88     |
| Брага      | Португалия | 9 июня 2011    | 4 июня 2012       | 46         | 27         | 10         | 9          | 84         | 45         | +39        | 058,70     |
| Олимпиакос | Греция     | 5 июня 2012    | 19 января 2013    | 22         | 16         | 3          | 3          | 47         | 19         | +28        | 072,73     |
| Спортинг   | Португалия | 20 мая 2013    | 10 июня 2014      | 35         | 23         | 8          | 4          | 77         | 28         | +49        | 065,71     |
| Монако     | Франция    | 10 июня 2014   | 11 октября 2018   | 232        | 125        | 52         | 55         | 438        | 286        | +152       | 053,88     |
| Монако     | Франция    | 25 января 2019 | 28 декабря 2019   | 37         | 14         | 11         | 12         | 54         | 53         | +1         | 037,84     |
| Итого      | Итого      | Итого          | Итого             | 614        | 313        | 148        | 153        | 1058       | 690        | +368       | 50,98      |